# 吴作霖
吴作霖（？—？），清朝人，是一名清朝政治人物。
吴作霖曾于1882年接替程其珏任嘉定县知县一职，188年年由龙景曾接任。